# M1 Abrams
M1 Abrams er en amerikansk kampvogn med 105 mm (M1) eller 120 mm kanon (M1A1 og senere) produceret af General Dynamics. M1 Abrams er den primære kampvogn i United States Army og United States Marine Corps.
M1 Abrams er opkaldt efter general Creighton Abrams, tidligere forsvarschef og chef for den amerikanske hærs 37th Armor Regiment. M1 Abrams erstattede M60 Patton i den amerikanske hær.

## Historie og udvikling
M1 Abrams blev udviklet af Chrysler Defense, som blev opkøbt af General Dynamics Land Systems Division i 1982. Kampvognen kom i tjeneste i den amerikanske hær i 1980. I 1985 blev den opgraderet og fik typebetegnelsen M1A1. Den nye variant fik en 120 mm L44 glatløbet kanon, produceret af tyske Rheinmetall AG, forbedret pansring og beskyttelse mod ABC-våben.
M1A2 er en anden forbedret variant, bl.a. med termisk sigte for vognkommandøren, navigationsudstyr og bedre integration mellem de elektroniske systemer om bord.
Abrams var i kamp for første gang under Golfkrigen i 1991.

## Teknik
Abrams har et mandskab på fire personer. Køreren sidder fremme i skroget, mens vognkommandøren, skytten og laderen sidder i tårnet.
Panseret er af kompositmateriale, afledt af det britiske Chobhampanser. Det består af forskellige lag med varmebestandig keramik, hårdt stål og sejt aluminium. M1A1 fik fra 1988 forstærkninger af forarmet uran.
De første udgaver havde en 105 mm riflet kanon. M1A1 og M1A2 har en 120 mm glatløbet kanon. I tillæg har vognkommandøren et 12,7 mm maskingevær og laderen et 7,62 maskingevær. Et tredje maskingevær er monteret koaksialt med hovedarmeringen.
Motoren er en 1500 hk Honeywell AGT1500 gasturbine, med en firetrins automatisk gearkasse.

## Udgaver
M11980–1985
M1 IP (IPM1)Forgænger til M1A1 i 1985
M1A1120 mm kanon. 1985–1992
M1A1AIMOpgraderede eksisterende vogne på tidspunktet
M1A1DOpgradering til digitale systemer
M1A2Fra 1992
M1A2SEP
M1 GrizzlyBjærgningsvogn
M1 Panther IIFjernstyret minerydder
M104 WolverineBroslagningsvogn